# Wiroborang
Wiroborang is een bestuurslaag in het regentschap Probolinggo van de provincie Oost-Java, Indonesië. Wiroborang telt 6192 inwoners (volkstelling 2010).